# Maladie d'akiochi
La maladie d'akiochi est un désordre physiologique qui affecte les cultures de riz (Oryza sativa). Ce trouble nutritionnel est typique des sols sableux à faible capacité d'échange cationique (CEC) et à faible teneur en éléments minéraux  : fer (Fe), manganèse (Mn), potassium (K), magnésium (Mg), silicium (Si), etc. Cette maladie est principalement causée par la présence d'hydrogène sulfuré (H2S) et d'autres substances réduites produites dans des conditions réductrices qui affectent l'absorption des nutriments, par des carences en silice et en bases du fait des températures élevées du sol et de l'eau, par des carences en azote (N) et en potassium (K) aux derniers stades de la croissance. Les plantes atteintes par le syndrome de l'akiochi sont ensuite sensibles à Bipolaris oryzae, champignon ascomycète, agent pathogène de la maladie des taches brunes du riz qui se développe abondamment dans les rizières sur sols sableux.
« Akiochi » est un terme japonais signifiant « déclin automnal de la vigueur des plantes ». En effet au Japon, les plants de riz cultivés sur des sols sableux blanchâtres, qui reçoivent de fortes doses de fertilisants, croissent vigoureusement jusqu'au milieu de l'été, puis la croissance décline vers la fin de l'été, entraînant des rendements insuffisants. Un processus appelé « ferrolyse » peut alors se développer sur des sols submergés saisonnièrement conduisant à la formation de sols sujets à l'akiochi.